# Lingue chumash
Le lingue chumash sono una famiglia di lingue native dell'America Settentrionale che erano parlate dai Chumash lungo la costa della California orientale negli Stati Uniti, fra San Luis Obispo e Malibù e sulle Isole settentrionali del canale di California di San Miguel, Santa Cruz e Santa Rosa.
Tutte le lingue di questa famiglia risultano estinte.

## Classificazione e distribuzione
Le lingue che formavano la famiglia chumash erano sei:
- Lingua barbareña (ISO 639-3 boi): parlata lungo la pianura costiera da Point Conception a Carpinteria.
- Lingua cruzeña (ISO 639-3 crz): detta anche Chumash delle isole (anche noto come Ysleño, o Isleño) parlata appunto nelle isole del Canale di San Miguel, Santa Cruz e Santa Rosa.
- Lingua ineseña (ISO 639-3 inz): detta anche Inezeño o Samala, parlata lungo il corso medio e superiore del fiume Santa Ynez.
- Lingua obispeña (ISO 639-3 obi): detta anche Chumash settentrionale, parlata nella zona nord-occidentale del territorio abitato dai Chumash tra il bacino superiore del fiume Salinas e l'attuale Pismo Beach.
- Lingua purisimeña (ISO 639-3 puy): parlata lungo la costa tra Point Conception e Nipomo.
- Lingua ventureña (ISO 639-3 veo): parlata da El Rincon a nord a Malibù a sud e lungo la Simi Valley.